# John Robert Celski
John Robert (J.R.) Celski (Monterey, 17 juli 1990) is een Amerikaanse shorttracker.
Hij won bij de Olympische Winterspelen 2010 de bronzen medaille op de 1500 meter. Met het Amerikaanse team won hij ook brons op de aflossing.

## Carrière
Celski, die van Pools-Filipijnse afkomst is, werd in 2007 en 2008 nationaal overall juniorenkampioen. In december 2008 won hij bij de nationale kampioenschappen voor senioren de zilveren medaille na Apolo Anton Ohno. Een maand later stond hij op de WK voor junioren overall met brons op het podium. Hij won bij die WK in Quebec goud op de 500 meter en met de Amerikaanse relayploeg. Hij scherpte ook het juniorenwereldrecord op de 500 en 1000 meter aan.
In maart 2009 werd Celski tweede bij de wereldkampioenschappen in Wenen. Hij won goud op de 3000 meter superfinale en met de aflossing. Hij behaalde ook brons op de 1000 en 1500 meter.
In september 2009 wist Celski zich bij de Amerikaanse trials te plaatsen voor de Olympische Spelen. Daar leek hij aanvankelijk weinig mee te kunnen omdat hij tijdens de 500 meter zwaar geblesseerd raakte; Celski kreeg een schaats in zijn linkerdijbeen en had meer dan dertig hechtingen nodig. Veel sneller dan gedacht keerde Celski eind 2009 alweer terug op het ijs.
Bij de Olympische Winterspelen 2010 profiteerde hij op de 1500 meter van een valpartij van twee Koreaanse shorttrackers en behaalde zo de bronzen medaille. Met het Amerikaanse relayteam won hij later ook nog brons.
Bij de wereldkampioenschappen shorttrack 2014 evenaarde hij zijn beste klassering uit 2009, opnieuw werd hij tweede van de wereld.